# Moruga heatherae
Espèce
Moruga heatherae est une espèce d'araignées mygalomorphes de la famille des Barychelidae.

## Distribution
Cette espèce est endémique du Queensland en Australie. Elle a été découverte à Shipton's Flat.

## Description
Le mâle holotype mesure 23 mm et la femelle paratype 25 mm

## Étymologie
Cette espèce est nommée en l'honneur de Heather Janetsky.

## Publication originale
- Raven, 1994 : Mygalomorph spiders of the Barychelidae in Australia and the Western Pacific. Memoirs of the Queensland Museum, vol. 35, no 2, p. 291-706 (texte intégral).